# Modúbar de la Emparedada
Modúbar de la Emparedada ist ein Ort und eine Gemeinde (municipio) mit 769 Einwohnern (Stand: 2024) in der Provinz Burgos der spanischen Autonomen Gemeinschaft Kastilien und León. Die Gemeinde gehört zur Comarca Alfoz de Burgos. Neben dem Hauptort gehört die Ortschaft Cojóbar zur Gemeinde.

## Geographie
Modúbar de la Emparedada liegt etwa 10 Kilometer südlich von Burgos auf einer durchschnittlichen Höhe von 890 m. Durch Gemeinde und Ort fließen der Río Viejo und der Ausín. Die höchste Erhebung in der Gemeinde ist der Altotero de Modúbar. Der Bahnhof der Gemeinde liegt an der früheren Großspurbahn Santander–Mittelmeer.

## Sehenswürdigkeiten
- Kirche Mariä Himmelfahrt (Iglesia de la Asunción de Nuestra Señora) in Modúbar
- Christopheruskirche (Iglesia de San Cristóbal) in Cojóbar
- Museum
- früherer Bahnhof (Empfangsgebäude)

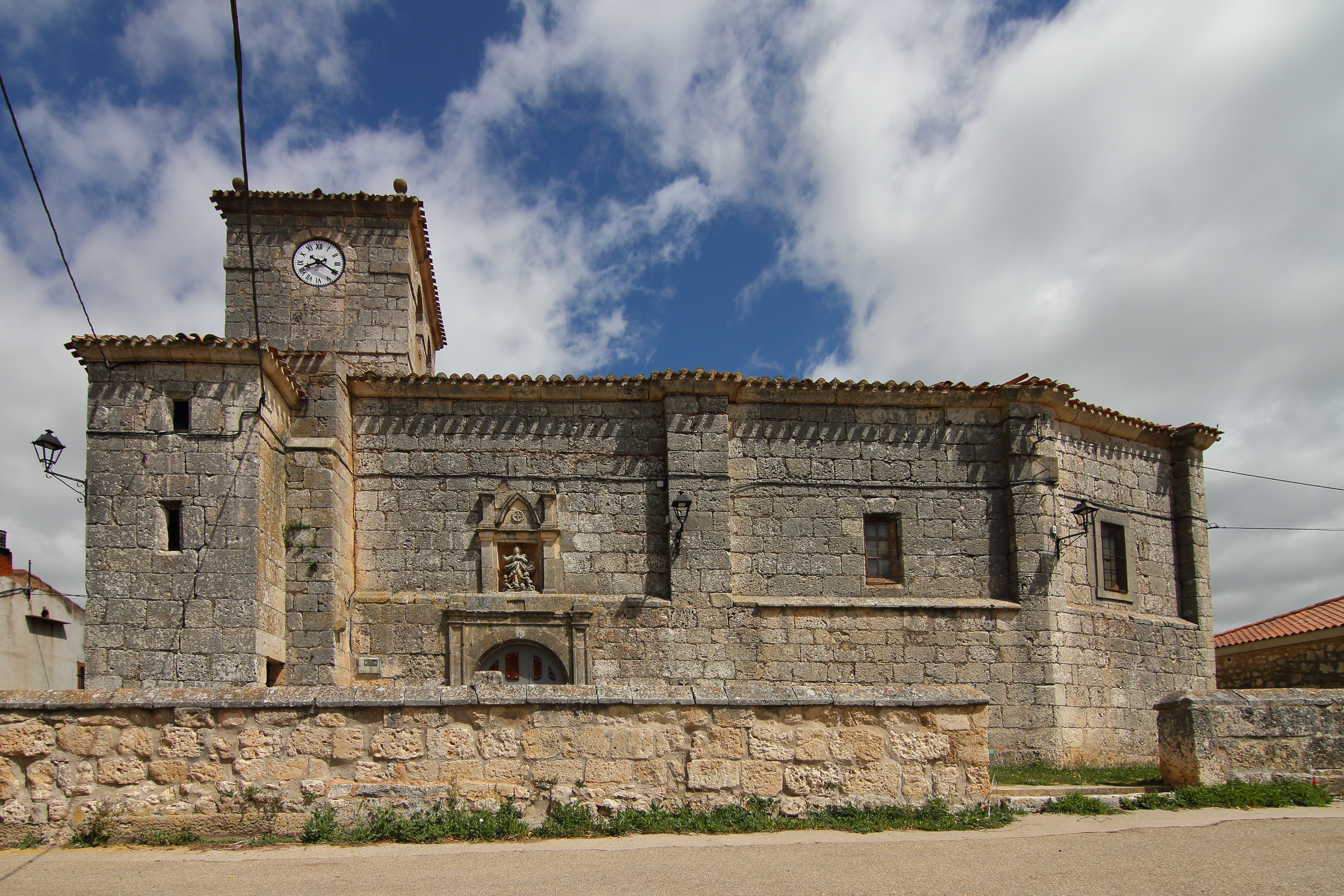
Iglesia de la Asunción de Nuestra Señora
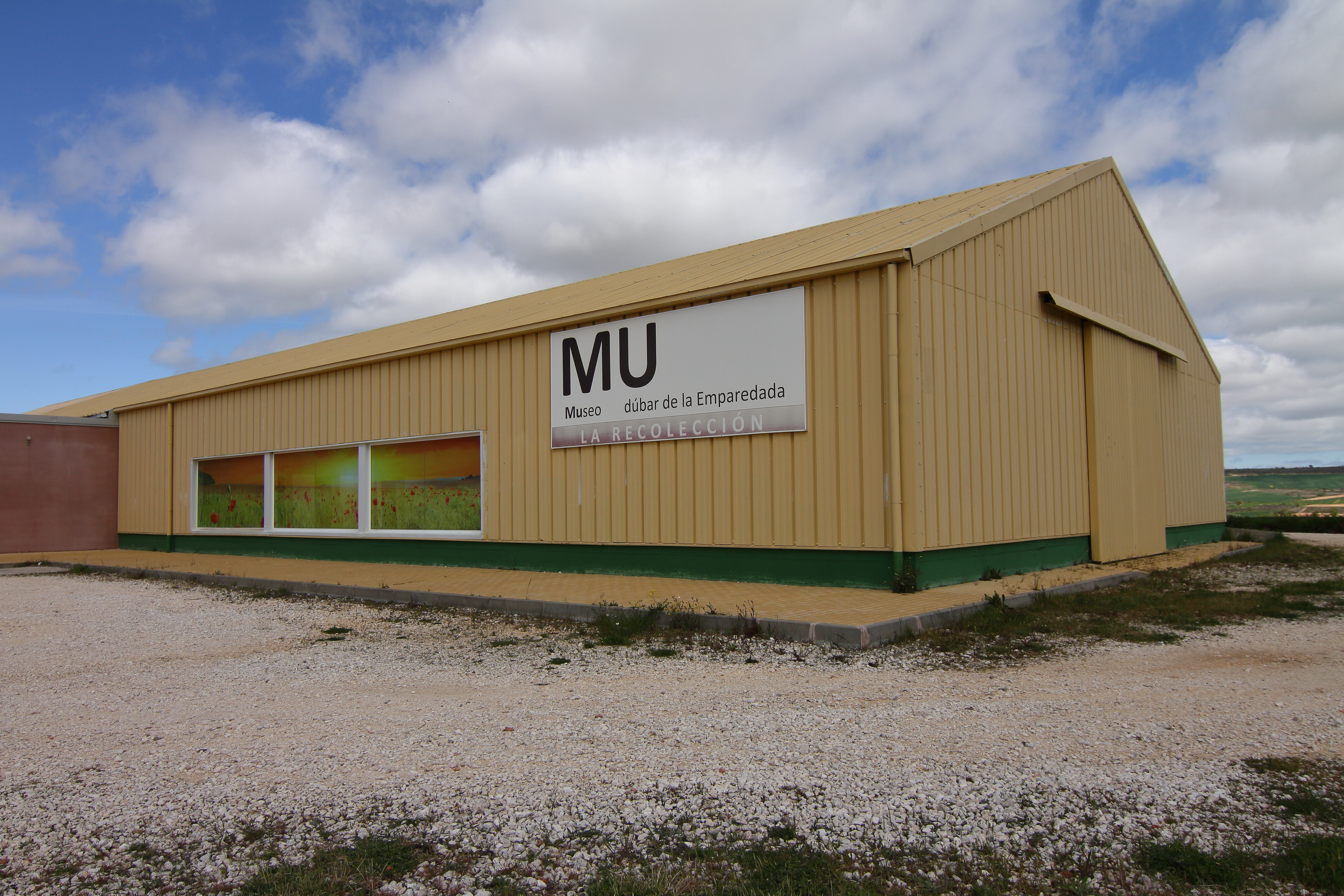
Museum
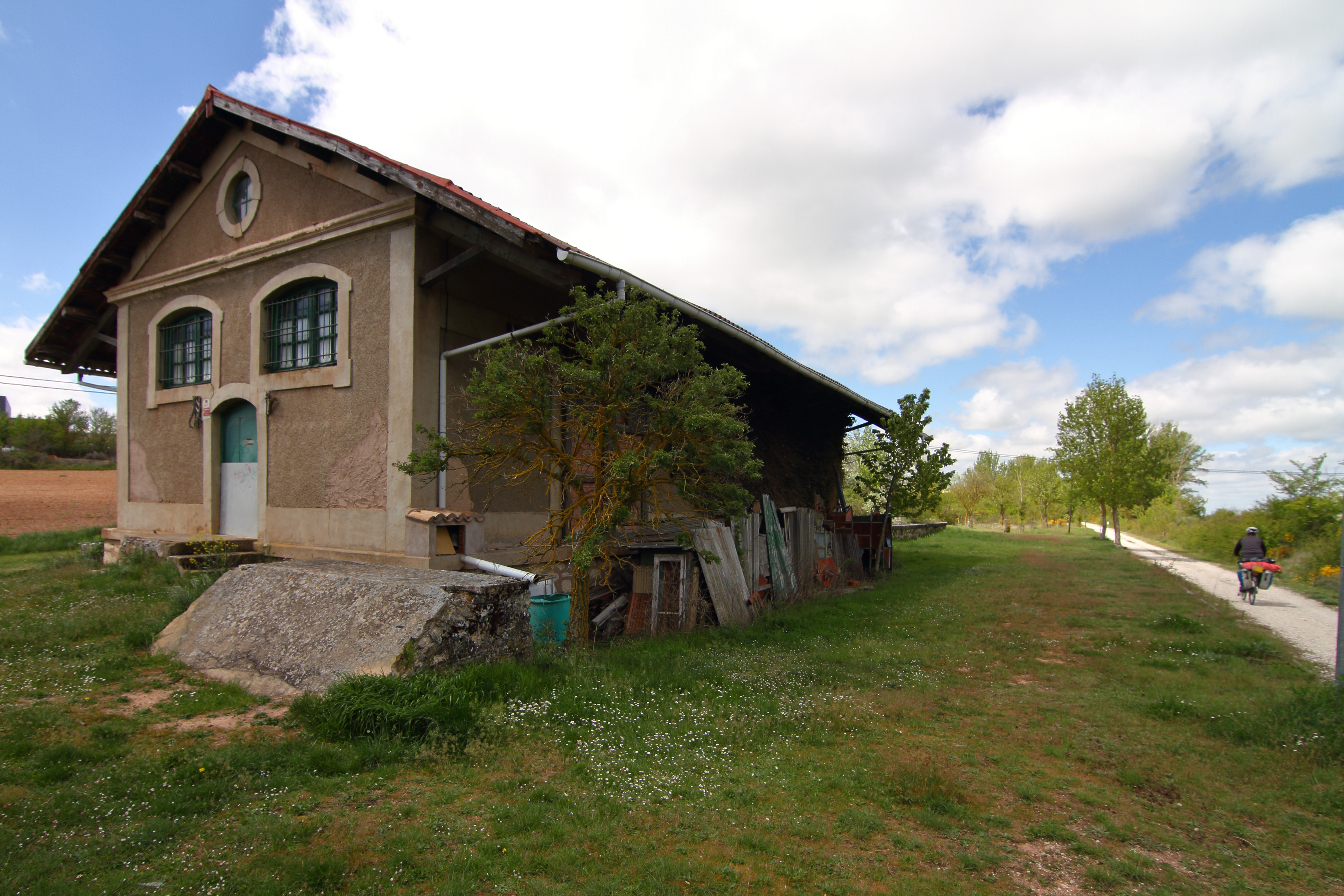
Empfangsgebäude